# Michel Delebarre
Pour les articles homonymes, voir Delebarre.
Michel Delebarre , né le 27 avril 1946 à Bailleul (Nord) et mort le 9 avril 2022 à Lille (Nord), est un haut fonctionnaire et homme politique français.
Membre du Parti socialiste, il est sept fois ministre sous la présidence de François Mitterrand. Il est une figure politique locale de la Flandre maritime, député puis sénateur du Nord, il est maire de Dunkerque pendant 25 ans (1989-2014). Il est également président de l'association AFEJI, association des Hauts-de-France de lutte contre l'exclusion.

## Biographie
Michel Delebarre est le fils de Stéphane Valéry Delebarre (1914-1992), commandant de réserve honoraire, officier de la Légion d'honneur et titulaire de la croix de guerre et de Georgette Deroo (1918-2000).
Diplômé d'études supérieures en géographie, Michel Delebarre est directeur de cabinet successivement à la ville de Lille, au conseil régional du Nord-Pas-de-Calais puis à Matignon auprès du Premier ministre Pierre Mauroy (1982-1984). En 1984, il est nommé pour la première fois ministre au sein du gouvernement Fabius. C'est lui qui en 1990 inaugure le premier ministère de la Ville, dans le gouvernement de Michel Rocard. Il est ministre d’État, ministre du Travail, ministre des Affaires sociales, ministre de l’Équipement, ministre des Transports, ministre de la Fonction Publique et ministre de la Ville sous divers gouvernements socialistes entre 1984 et 1993.
Il est secrétaire national du Parti socialiste puis président du Conseil National du Parti socialiste en 1995.
En 1989, il est élu maire de la ville de Dunkerque. Il le reste 25 ans, jusqu'en 2014.
Il est président de Dunkerque Grand Littoral de 1995 à 2014, président du syndicat mixte de la Côte d’Opale jusqu'en 1994, président de l'Association des communautés urbaines de France de 2012 à 2014, président de la Mission opérationnelle transfrontalière de 2008 à 2014, président du syndicat intercommunal des Dunes de Flandres de 2008 à 2014, président de la commission Cohésion territoriale de 2010 à 2014, administrateur de l'Association des collectivités et professionnels dans le domaine des Déchets, de l’Énergie et des Réseaux de chaleur de 2008 à 2014 et administrateur du Conservatoire de l'Espace littoral et des Rivages lacustres.
Il est secrétaire national du Parti socialiste puis président du conseil national de ce parti en 1995.
Michel Delebarre est conseiller régional, vice-président puis président du conseil régional du Nord-Pas-de-Calais (1998-2001).
Il est élu député le 19 juin 2002, pour la XIIe législature (2002-2007), dans la 13e circonscription du Nord. Il est réélu en juin 2007. Il fait partie du groupe socialiste.
Il est Président du Comité des Régions de l'Union européenne entre 2006 et 2008. Il a également présidé l'Union sociale pour l'habitat entre 1999 et 2008.
Après avoir été en tête de la liste de rassemblement de la Gauche pour la campagne sénatoriale, Michel Delebarre est sénateur du Nord de 2011 à 2017.
En 2005, il est condamné dans le cadre de l'affaire des écoutes de l'Élysée. Il a été notamment reconnu coupable du placement sur écoutes de Jean-Edern Hallier. Il est dispensé de peine.
En 2013, avec trois mandats et vingt-six fonctions exercés, il apparait en première position du classement réalisé par le magazine L'Express sur le cumul des mandats et fonctions par les personnalités politiques françaises. Ainsi, son rival politique local Franck Dhersin, maire UMP de Téteghem et ancien député du Nord défait par lui, n'hésite pas à le qualifier de « plus grand cumulard de France ».
Le 30 mars 2014, il est battu au second tour des élections municipales de Dunkerque par Patrice Vergriete, en réalisant un score de 26,18 % contre 55,53 %.
Michel Delebarre épouse en 1969 Janine Debeyre (fille du recteur Guy Debeyre).
Il est également l’auteur de deux ouvrages : Le Temps des villes (en coll., 1993) et Jean Bart, la légende du corsaire (éd. Michel Lafon, 2002).
Affaibli par des problèmes de santé, il meurt le 9 avril 2022,à l'âge de 75 ans.
Ses funérailles se tiennent le vendredi 15 avril suivant en l'église Saint-Éloi de Dunkerque devant 1400 personnes et 300 personnes sur le parvis, avec la présence de François Hollande ancien président de la République française, Gérald Darmanin, ministre de l'Intérieur, Xavier Bertrand président du conseil régional des Hauts-de-France, Martine Aubry, maire de Lille, Frédéric Cuvillier, maire de Boulogne-sur-Mer et Christian Hutin député de la treizième circonscription du Nord.
Il est inhumé au cimetière communal de Bailleul (Nord).

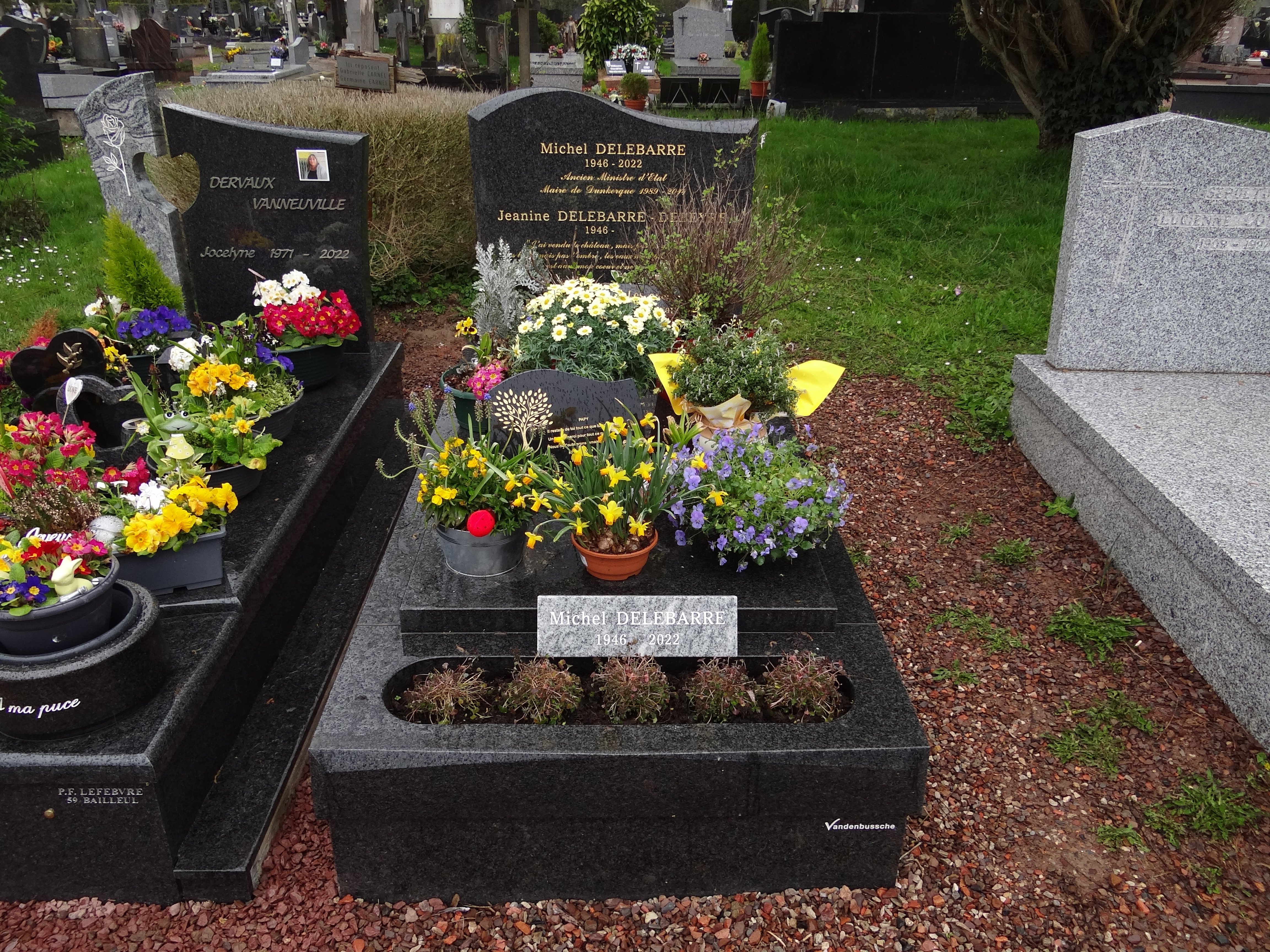
La tombe de Michel Delebarre au cimetière de Bailleul.

## Domaine diplomatique
Michel Delebarre a été membre du groupe d'études sur le problème du Tibet de l'Assemblée nationale.
Il est membre de la Commission des affaires européennes au Sénat.

## Détail des fonctions et des mandats
En 2013, Michel Delebarre fut, selon une enquête de L'Express , l'élu français qui cumula le plus de mandats. Le sénateur-maire dirigeait également la communauté d'agglomération de Dunkerque et en plus de ces trois mandats il siégeait dans 23 établissements publics, syndicats intercommunaux, sociétés d'économie mixte, associations et autres organismes dont 20 fois en tant que président.
Mandats locaux
- Du 9 décembre 2010 au 5 avril 2014 : maire de la nouvelle ville de Dunkerque qui regroupe les villes de Dunkerque, Saint-Pol-sur-Mer et Fort-Mardyck,
- du 20 mars 1989 au 9 décembre 2010 : maire de Dunkerque,
- du 7 juillet 1995 au 17 avril 2014[14] : président de la communauté urbaine Dunkerque Grand Littoral,
- 20 mars 1989 - 6 juillet 1995 : 1er vice-président de Dunkerque Grand Littoral,
- 20 mars 1989 - 1er mars 2001 et du 11 avril 2008 au 5 avril 2014 : président du Syndicat intercommunal des Dunes de Flandre[15]

Mandats régionaux
- 17 mars 1986 - 22 mars 1992 : vice-président du conseil régional du Nord-Pas-de-Calais,
- 23 mars 1992 - 15 mars 1998 : 1er vice-président du conseil régional du Nord-Pas-de-Calais
- 16 mars 1998 - 25 janvier 2001 : président du conseil régional du Nord-Pas-de-Calais,
- 26 janvier 2001 - 15 novembre 2002 : conseiller régional du Nord-Pas-de-Calais.

Mandats parlementaires
- 2 avril 1986 - 14 mai 1988 : député du Nord (Scrutin proportionnel),
- 13 juin 1988 - 28 juillet 1988 : député de la treizième circonscription du Nord,
- 1er juin 1997 - 1er juillet 1998 : député de la treizième circonscription du Nord,
- 19 juin 2002 - 19 juin 2007 : député de la treizième circonscription du Nord,
- 20 juin 2007 - 25 septembre 2011 : député de la treizième circonscription du Nord.

Mandats sénatoriaux
- 25 septembre 2011 - 1er octobre 2017 : sénateur du Nord.

Fonctions ministérielles
- 19 juillet 1984 - 19 mars 1986 : ministre du Travail, de l'Emploi et de la Formation professionnelle.
- 13 mai 1988 - 23 juin 1988 : ministre des Affaires sociales et de l'Emploi.
- 28 juin 1988 - 23 février 1989 : ministre des Transports et de la Mer.
- 23 février 1989 - 21 décembre 1990 : ministre de l'Équipement, du Logement, des Transports et de la Mer.
- 22 décembre 1990 - 16 mai 1991 : ministre d'État, ministre de la Ville.
- 17 mai 1991 - 2 avril 1992 : ministre d'État, ministre chargé de la Ville et de l'Aménagement du territoire.
- 3 avril 1992 - 29 mars 1993 : ministre d'État, ministre de la Fonction publique et des Réformes administratives.

Autres fonctions parapubliques
- 28 mai 1982 - 16 juillet 1984 : Directeur de cabinet du Premier ministre
- février 2006 - 6 février 2008 : président du Comité des Régions de l'Union européenne[18].
- 6 février 2008 - 11 février 2010 : premier vice-président du Comité des Régions de l'Union européenne.
- 11 février 2010 : président de la Commission « Cohésion Territoriale » (COTER) mandatée par le Comité des Régions.
- Président de la Mission opérationnelle transfrontalière (MOT).